# Khớp bất động

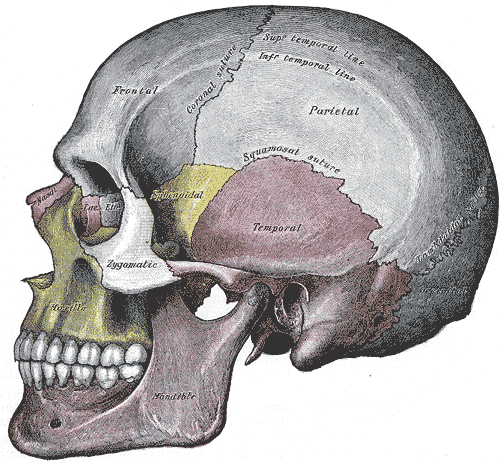
Khớp bất động nối xương sọ

Khớp bất động là một loại khớp cho phép rất ít hoặc không có chuyển động trong điều kiện bình thường. Hầu hết các khớp bất động đều là khớp xơ. Khớp nối xương sọ hay khớp nối răng với hàm là các ví dụ về khớp bất động.
Trong cơ thể chúng ta có một số xương được khớp cố định với nhau như là xương sọ và một số xương mặt. Các xương này khớp nối với nhau bằng các răng cưa nhỏ hoặc do những mép xương chồng lên nhau như kiểu vảy cá. Các khớp này thường phạm vi cử động rất nhỏ hoặc thậm chí là không cử động.